# Ca l'Esparter
|  | Per a altres significats, vegeu «Ca l'Esparter (Anglès)». |

Ca l'Esparter és un habitatge al nucli de la Manresana a la comarca de la Segarra inclòs en l'Inventari del Patrimoni Arquitectònic de Catalunya. És una casa al carrer principal del nucli, estructurada amb planta baixa i primera planta, coberta a dues aigües i realitzada amb pedra i arrebossat exterior.
A la planta baixa hi ha dues obertures, la porta principal d'accés situada a l'esquerra de la façana i una segona porta de grans dimensions utilitzada actualment com a garatge per vehicles.
A la primera planta hi ha un balcó corregut amb dues obertures a l'exterior, les quals apareixen tapiades parcialment, i oculten l'arc superior de mig punt rebaixat, amb la presència de tres mènsules estriades sota la llosa de pedra del balcó, la qual presenta un rebaix al seu extrem i al llarg del seu perímetre, i amb barana exterior de ferro forjat.
A la part superior de la façana, separada per una imposta realitzada amb maó, hi ha una estructura decorativa en forma de frontó, on al centre apareix una placa amb l'any de construcció, 1885, acompanyada a la part superior per tres pinacles col·locats simètricament al centre i extrems de l'habitatge.